# Amephana dejeani
Amephana dejeani là một loài bướm đêm trong họ Noctuidae.